# چون ابر در بهاران
چون ابر در بهاران فیلمی به کارگردانی سعید امیرسلیمانی و نویسندگی محمد رحمانیان، سعید امیرسلیمانی ساختهٔ سال ۱۳۶۹ است.

## خلاصه داستان
هنگام موشک باران تهران خانه ای بر اثر برخورد موشک ویران شده و دچار حریق می‌گردد. از اهالی این خانه تنها دختر پانزده ساله ای زنده می‌ماند که صورتش سوخته و به وضع کریهی درآمده. دختر دچار بحران شدید روحی می‌شود. او را به بیمارستان می‌برند. خانم دکتری که معالجه او را به عهده می‌گیرد با مقاومت و لجاجت دختر روبرو می‌شود تا اینکه خانم دکتر داستان زندگی خود را که شبیه زندگی دختر است را برای او تعریف می‌کند. دختر با شنیدن سرگذشت خانم دکتر رفته رفته آرام می‌گیرد و آماده معالجه و برگشت به زندگی می‌شود…

## بازیگران
| - جمشید مشایخی - ایرج راد - کمند امیرسلیمانی - فرزانه کابلی - جمشید اسماعیل خانی - اقدس محمدی - سایه میثمی - سهیلا رضوی - مهدی وثوقی راد - نسترن بوساک - رحیم بقایی - حسین ایل بیگی - سپند امیرسلیمانی | - گیلدا اسدی - سهیلا علوی راد - مریم قاسم شاهی - شبنم قاسم شاهی - نوید یوسفی - بیتا معیریان - سعید آذین - بهاره امیرسلیمانی - حمید شجاع - سام مشایخی - بابک معیریان - شهروز قاسم شاهی - رحیم بقایی |